# 쿠라키 마이×명탐정 코난 COLLABORATION BEST 21 -진실은 언제나 노래에 있어!-
《쿠라키 마이×명탐정 코난 COLLABORATION BEST 21 -진실은 언제나 노래에 있어!-》(倉木麻衣×名探偵コナン COLLABORATION BEST 21 -真実はいつも歌にある！- 쿠라키마이×메이탄테이코난 컬래버레이션 베스트 21 -신지츠와이츠모우타니아루 [*])는 아오야마 고쇼의 만화를 원적으로 하는 애니메이션 《명탐정 코난》의 쿠라키 마이에 의한 테마송만을 수록한 첫 콜라보레이션 기획에 의한 2017년 10월 25일 발매된 베스트 음반.

## 개요
극장판 《명탐정 코난》 시리즈의 스물두 번째 극장판 《명탐정 코난: 진홍의 연가》의 주제가로 발매된 〈도월교 ~그대를 생각하며~〉를 포함하며 쿠라키 마이가 담당하는 《명탐정 코난》의 테마 송이 동일 작품의 주제가로는 최다 기록인 21번째가 되었다. 이번 음반은 2017년 7월 25일에 쿠라키 마이가 ‘같은 가수가 부른 애니메이션 시리즈의 테마 송 최다수’로 기네스 세계 기록으로 인정된 후 이것을 기념하는 형태로 같은 해 10월 25일에 발매되는 쿠라키 마이가 담당한 21곡이 전부 수록된다.
이번 음반이 제작된 경위에 대하여 쿠라키 마이는 ‘기네스 세계 기록을 신청할 때부터 정말로 많은 분이 그 21곡 모두가 들어있는 음반을 만들어줬으면 하는 요청을 받아서, 여러분들에게 감사한 마음과 코난을 응원하고 싶은 마음을 담아서 발매하게 되었습니다’라고 했으며 이번 음반의 제목에 대해서는 ‘처음에는 “쿠라키 마이×명탐정 코난 COLLABORATION BEST 21”이었지만 코난을 사랑하는 마음이 강한 스태프가 ‘-진실은 언제나 노래에 있어-’ 부분을 멋대로 붙였다'고 말했다.

## 수록 내용
| #   | 제목                                                                        | 재생 시간 |
| --- | --------------------------------------------------------------------------- | --------- |
| 1.  | 〈Secret of my heart〉                                                      |           |
| 2.  | 〈Start in my life〉                                                        |           |
| 3.  | 〈always〉                                                                  |           |
| 4.  | 〈Winter Bells〉                                                            |           |
| 5.  | 〈Time after time~꽃잎 흩날리는 거리에서~〉 (Time after time〜花舞う街で〜) |           |
| 6.  | 〈바람의 라라라〉 (風のららら)                                              |           |
| 7.  | 〈Growing of my heart〉                                                     |           |
| 8.  | 〈하얀 눈〉 (白い雪)                                                        |           |
| 9.  | 〈1초마다 Love for you〉 (一秒ごとに Love for you)                          |           |
| 10. | 〈Revive〉                                                                  |           |

| #   | 제목                                              | 재생 시간 |
| --- | ------------------------------------------------- | --------- |
| 1.  | 〈도월교 ~그대를 생각하며~〉 (渡月橋 〜君 想ふ〜) |           |
| 2.  | 〈YESTERDAY LOVE〉                                |           |
| 3.  | 〈SAWAGE☆LIFE〉                                   |           |
| 4.  | 〈DYNAMITE〉                                      |           |
| 5.  | 〈무적의 하트〉 (無敵なハート)                    |           |
| 6.  | 〈TRY AGAIN〉                                     |           |
| 7.  | 〈사랑에 사랑해서〉 (恋に恋して)                  |           |
| 8.  | 〈Your Best Friend〉                              |           |
| 9.  | 〈Tomorrow is the last Time〉                     |           |
| 10. | 〈SUMMER TIME GONE〉                              |           |
| 11. | 〈PUZZLE〉                                        |           |

## 발매일
| 국가     | 일정             | 포맷            | 레이블     |
| -------- | ---------------- | --------------- | ---------- |
| 일본     | 2017년 10월 25일 | CD              | 노던 뮤직  |
| 대한민국 | 2018년 1월 23일  | 디지털 다운로드 | 씨엔엘뮤직 |